# اداره ملی اقیانوسی و جوی
ادارهٔ ملی اقیانوسی و جوی ایالات متحده آمریکا تأسیس در سال ۱۸۰۷ (میلادی) و بازسازی شده در سال ۱۹۷۰ (میلادی)، یک سازمان پژوهشی فدرال آمریکا است. این سازمان با سرواژه NOAA شناخته می‌شود.

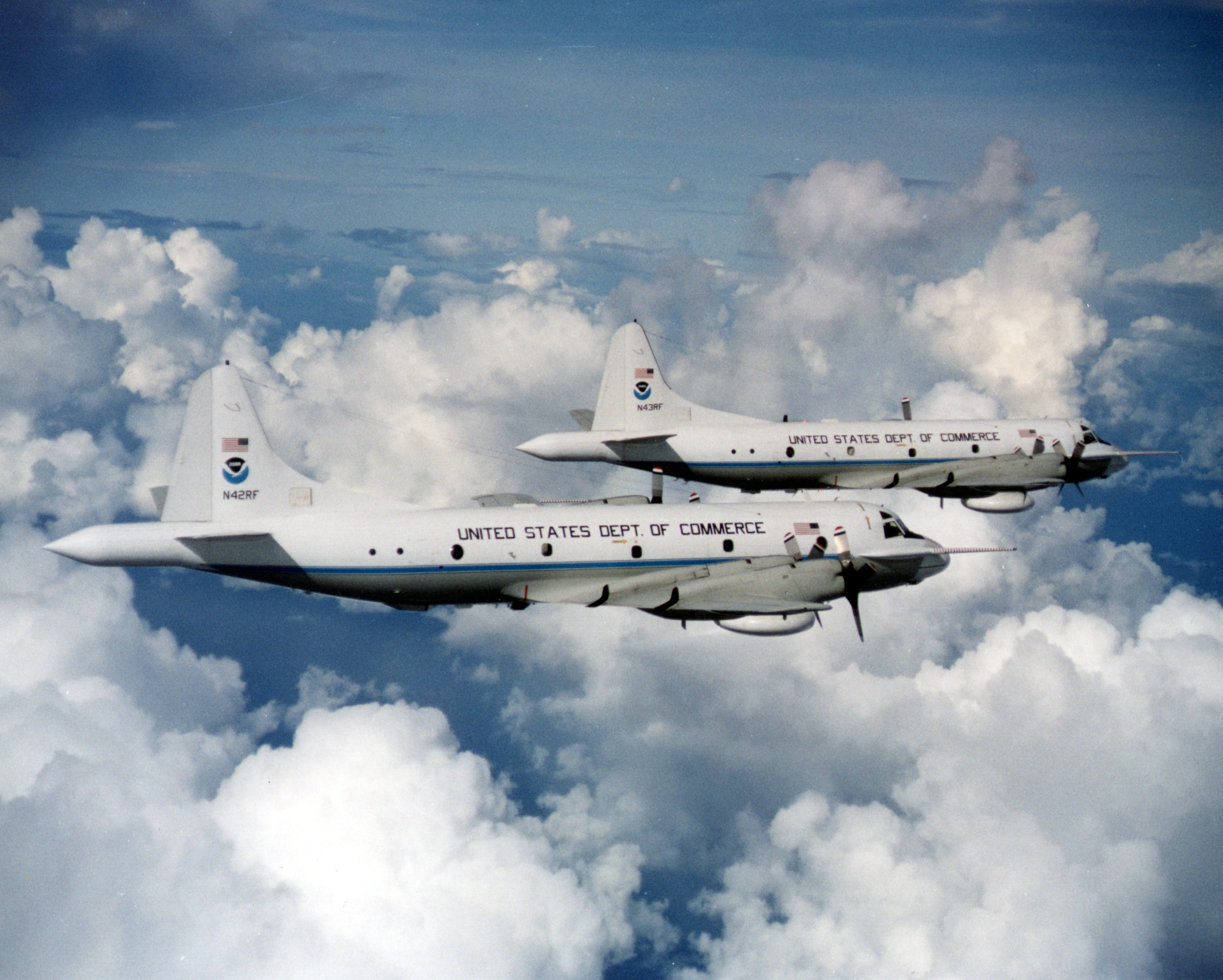
دو فروند لاکهید دابلیو پی-۳دی اوریون مورد استفاده ادارهٔ ملی اقیانوسی و جوی

این سازمان عهده‌دار و مجری طرح‌های ملی ایالات متحده در زمینه برنامه‌های جوی و اقیانوسی است.
ادارهٔ ملی اقیانوسی و جوی، زیر نظر وزارت بازرگانی ایالات متحده آمریکا فعالیت می‌کند.